# Luis Miró Quesada de la Guerra
Luis Miró Quesada de la Guerra (Lima, 5 dicembre 1880 – Lima, 24 marzo 1976) è stato un politico, diplomatico e giornalista peruviano.
Laureato in Lettere e Filosofia all'Universidad Nacional Mayor de San Marcos, iniziò la sua carriera diplomatica nel 1904, contestualmente a quella di giornalista. Fra il 1916 e il 1918, fu Sindaco di Lima. Nel 1932, diventò direttore di El Comercio, da cui fu poi destituito nel 1974 dal Governo militare.

## Premi
- Premio Maria Moors Cabot: 1939[1]